# اشجان هندی
اَشجان محمد حسین هندی (۱۹۶۸) شاعر و دانشگاهی سعودی است. در جده زاده شد و از دانشگاه ملک عبدالعزیز با مدرک لیسانس زبان و ادبیات عربی فارغ‌التحصیل شد و سپس مدرک کارشناسی ارشد را از دانشگاه ملک سعود در ریاض گرفت. پایان‌نامهٔ کارشناسی ارشد او در کتابی با عنوان «به‌کارگیری میراث در شعر معاصر عربستان» از سوی انجمن ادبی ریاض در سال ۱۹۹۶ منتشر شد. سپس دکترای خود را از لندن در سال ۲۰۰۵ از دانشگاه لندن گرفت. او به عنوان مدرس در گروه زبان عربی در دانشگاه ملک عبدالعزیز در جده، زادگاهش، کار می‌کند. به دو زبان عربی و انگلیسی می‌نویسد. اولین مجموعه شعر او، «خواب دیدن بوی باران دارد»، در سال ۱۹۹۶ منتشر شد و پس از آن «باران با طعم لیمو» در سال ۲۰۰۷ را چاپ کرد. او جوایز شعری متعددی دریافت کرده و اشعارش به زبان‌های گوناگون ترجمه شده است.

## زندگی و پیشه
اشجان محمد حسین عبدالله هندی در سال ۱۹۶۸ در جده به دنیا آمد و در آنجا بزرگ شد. او به ادبیات عرب علاقه‌مند شد و در جده، مدرک لیسانس زبان و ادبیات عرب خود را از دانشکدهٔ ادبیات دانشگاه ملک عبدالعزیز، مدرک کارشناسی ارشد از دانشگاه ملک سعود سپس دکترای خود را از لندن در سال ۲۰۰۵ از دانشکدهٔ مطالعات شرقی و آفریقایی دانشگاه لندن گرفت. موضوع پایان‌نامه ای که برای آن دکترا گرفت، «رابطه با میراث در شعر زنان معاصر در شبه جزیره عربستان» شامل عربستان سعودی، کشورهای عربی خلیج فارس و یمن بود.
او استاد ادبیات مدرن عربی، ادبیات عربستان سعودی، سبک و تحلیل متن در دانشگاه ملک عبدالعزیز است.به عنوان مشاور تحصیلی تعاونی مسئول نظارت علمی دانشجویان دختر و پسر دکترای اعزامی از طرف وزارت تحصیلات عالی، او در وابستهٔ آموزشی و فرهنگی عربستان سعودی در بریتانیا در سال‌های ۲۰۰۶–۲۰۰۷ کار کرد.

## شعر او
غازی القصیبی، شاعر و وزیر، او را «شاعر بزرگ و شگفت‌انگیز» توصیف کرده است.بنا به دیدگاه اسماء وهبه، «او شاعری استثنایی است که تجربه شعری اش پیوسته رشد می‌کند؛ زیرا او همیشه در شعرش روح و جادوی شعر را جستجو می‌کند». دربارهٔ سبک شعرهای او نیز گفته است: «هندی سبک خاصی در شعرسرایی دارد. در شعر او کلمات، معانی و تصاویر در کنار هم جمع می‌شوند تا یک بافت شاعرانه متمایز را تشکیل دهند. این شعری است که از روح و ذهن او بیرون می‌آید به گونه ای که تجربهٔ انسانی او را تغذیه می‌کند. هندی از تمام جزئیات زندگی پیرامون خود سود می‌برد تا شعری بنویسد که بیانگر او و عقایدش باشد، بدون اینکه فراموش کند که او یک زن، یک شاعر و یک منتقد است.» اشعار اشجان هندی فقط به عربی سروده نشده بلکه شعرهایش را به زبان انگلیسی نیز نوشته است که یکی از چارچوب‌های تجربی در کارنامهٔ شعری او به‌شمار می‌رود.

## آثار
از مجموعه‌های شعری او:
- للحلم رائحة المطر: دار الآداب، بیروت، ۱۹۹۶.
- حروب الأهلة: دار الآداب، بیروت، ۱۹۹۷.
- مطر بنكهة الليمون: باشگاه ادبی ریاض، ۲۰۰۷.
- ريقُ الغيمات: باشگاه ادبی ریاض، ۲۰۱۰.
- غيوم أبكارا

پژوهش‌های ادبی:
- توظيف التراث في الشعر السعودي المعاصر: باشگاه ادبی-فرهنگی ریاض، ۱۹۹۶.
- تجليات القصيدة الرقمية في المملكة العربية السعودية: باشگاه ادبی احساء، ۲۰۲۰.
- ترجمة الأدب؛ جسر التواصل بين الثقافات: دار المفردات، ریاض، ۲۰۲۰.

- Engagement with Heritage in the Contemporary Poetry of Women in the Arabian Peninsula، ۱۹۶۶